# Phường 5, Gò Vấp
Phường 5 là một phường thuộc quận Gò Vấp, Thành phố Hồ Chí Minh, Việt Nam. Phường 5 có diện tích 1,59 km², dân số năm 2021 là 52.053 người,  mật độ dân số đạt 32.737 người/km². Phường 5 Gò Vấp là nơi tọa lạc ngôi cổ miếu Sa Tân. Miếu Sa Tân Thủy Long Cung thờ nhiều vị thần khác nhau như Bà Chúa Xứ Châu Đốc, Diêu Trì Kim Mẫu, Ngũ Hành nương nương, Ngọc Hoàng và thờ tượng bà Thủy Long Cung Thánh Mẫu hay còn gọi là mẹ Thủy Long Cung.